# Żuki (powiat sokólski)
Żuki – wieś w Polsce położona w województwie podlaskim, w powiecie sokólskim, w gminie Sokółka.
W latach 1975–1998 miejscowość należała administracyjnie do województwa białostockiego.
Wieś nazwę swą zawdzięcza pladze żuków, które spustoszyła uprawy rolne na tym terenie latem 1928 roku.
Wierni kościoła rzymskokatolickiego należą do parafii Przemienienia Pańskiego w Sokolanach.

## Urodzeni w Żukach
- Piotr Szałkowski (1938-2020) – rzeźbiarz[8], którego twórczość wypełniała tematyka sakralna i  tematyka świecka z życia dawnej zachodniej Grodzieńszczyzny[9].